# Mycolicibacillus
Genre
Mycolicibacillus est un genre de Mycobactéries créé en 2018 à la suite de la révision du genre Mycobacterium par R.S. Gupta et al. Cette création a été reprise par une publication dans l'IJSEM, validant ainsi les nouveaux noms binomiaux.

## Liste d'espèces

### Selon laLPSN
Provisoirement surnommé « clade Triviale » par ses auteurs, ce nouveau taxon est le plus petit des quatre nouveaux genres créés à cette occasion. Avec Mycolicibacter c'est aussi l'un des deux les plus proches du nouveau genre Mycobacterium et il se compose exclusivement d'espèces auparavant classées dans celui-ci :
- Mycolicibacillus trivialis (Kubica et al. 1970) Gupta et al. 2018 comb. nov. : espèce type de description du genre
- Mycolicibacillus koreensis (Kim et al. 2012) Gupta et al. 2018 comb. nov.
- Mycolicibacillus parakoreensis (Kim et al. 2013) Gupta et al. 2018 comb. nov.

Ces nouveaux noms binomiaux sont des synonymes. Comme l'ont souligné plusieurs microbiologistes spécialistes, l'usage des anciens noms binomiaux (avec « Mycobacterium » à la place de « Mycolicibacillus ») est toujours admis,.